# Chris Ferguson
Chris Ferguson, född 11 april 1963 i Los Angeles, är en amerikansk pokerspelare, vinnare av World Series of Pokers Main event 2000. Han är känd under smeknamnet "Jesus" på grund av sitt långa hår och sitt skägg.
Båda hans föräldrar är matematiker; hans far, Thomas Ferguson, undervisar i spelteori och sannolikhetslära vid UCLA. Ferguson har examen i datavetenskap från samma universitet.
År 2000 vann han två turneringar i World Series of Poker, dels $2500 7 card stud och dels huvudturneringen. Därefter har han vunnit ytterligare två armband i WSOP, ett 2001 och två 2003.
Han är känd förespråkare för noggrann bankrullehantering för pokerspelare. Han utmanade sig själv att under sex månader få en dollar att växa till $20 000 i nätpoker. Efter att ha lyckats med det lyckades han också gå från noll dollar till $10 000 på Full Tilt Poker, den pokersajt han är talesperson för. Full Tilt Poker har därför döpt en återkommande turnering med en dollars inköp till "The Ferguson".
I TV-serien Learn from the Pros har Ferguson visat prov på sin förmåga att skära frukt och grönsaker genom att kasta spelkort på dem. En annan av hans hobbies är swingdans.
2009 uppgår Fergusons turneringsvinster till $7,8 miljoner.
Efter att Full Tilt Poker stängts ner har Ferguson och andra ledande personer inom företaget anklagats av USA:s justitiedepartement för att ha bedragit sina kunder på hundratals miljoner dollar.